# زمین‌لرزه (فیلم ۲۰۱۸)
زمین‌لرزه (نروژی: Skjelvet) یک فیلم در ژانر ژانر فاجعه و درام به کارگردانی یون آندریاس آندرسن است که در سال ۲۰۱۸ منتشر شد. از بازیگران آن می‌توان به کریستوفر یونر و آنه دال تورپ اشاره کرد.